# Вассерталебен
Вассерталебен (нім. Wasserthaleben) — громада в Німеччині, розташована в землі Тюрингія. Входить до складу району Киффгойзер. Складова частина об'єднання громад Гройсен.
Площа — 8,50 км2. Населення становить 374 ос. (станом на 31 грудня 2021).